# Smogorzewo Włościańskie (gromada)
Smogorzewo Włościańskie – dawna gromada, czyli najmniejsza jednostka podziału terytorialnego Polskiej Rzeczypospolitej Ludowej w latach 1954–1972.
Gromady, z gromadzkimi radami narodowymi (GRN) jako organami władzy najniższego stopnia na wsi, funkcjonowały od reformy reorganizującej administrację wiejską przeprowadzonej jesienią 1954 do momentu ich zniesienia z dniem 1 stycznia 1973, tym samym wypierając organizację gminną w latach 1954–1972.
Gromadę Smogorzewo Włościańskie z siedzibą GRN w Smogorzewie Włościańskim utworzono – jako jedną z 8759 gromad na obszarze Polski – w powiecie pułtuskim w woj. warszawskim, na mocy uchwały nr VI/10/17/54 WRN w Warszawie z dnia 5 października 1954. W skład jednostki weszły obszary dotychczasowych gromad Białebłoto, Błędostwo, Dąbrowa, Gatka, Jaskółowo, Smogorzewo Włościańskie i Smogorzewo Pańskie ze zniesionej gminy Nasielsk oraz obszary dotychczasowych gromad Górka Powielińska i Powielin ze zniesionej gminy Gzowo w tymże powiecie. Dla gromady ustalono 10 członków gromadzkiej rady narodowej.
31 grudnia 1959 1 stycznia 1960 z gromady Smogorzewo Włościańskie wyłączono wieś Jaskółowo, włączając ją do gromady Żabiczyn po czym gromadę Smogorzewo Włościańskie zniesiono 31 grudnia 1959, a jej (pozostały) obszar włączono do nowo utworzonej gromady Krzyczki w tymże powiecie (podkreślone i wykreślone zmiany retroaktywnie określone uchwałami z 25 lutego 1960).